# Худзинек
Худзинек (пол. Chudzynek) — село в Польщі, у гміні Дробін Плоцького повіту Мазовецького воєводства.
Населення — 96 осіб (2011).
У 1975-1998 роках село належало до Плоцького воєводства.

## Демографія
Демографічна структура станом на 31 березня 2011 року:
|          | Загалом | Допрацездатний вік | Працездатний вік | Постпрацездатний вік |
| -------- | ------- | ------------------ | ---------------- | -------------------- |
| Чоловіки | 51      | 12                 | 31               | 8                    |
| Жінки    | 45      | 6                  | 24               | 15                   |
| Разом    | 96      | 18                 | 55               | 23                   |